# الإمبراطور تشونغ من هان
الإمبراطور تشونغ من هان هو الإمبراطور التاسع لإسرة هان الشرقية

.

## خلفية
ولد الإمبراطور تشونغ سنة 143م وكان الابن الوحيد للإمبراطور شون إعتلى العرش بعد وفاته أبيه وكان يبلغ أنذاك عام واحد فقط وحكم أقل من ستة شهور وخلال عهده بدأت الإمبراطورة ليانغ نا في إبراز سيطرتها على حكومة هان وكانت منفتحة الذهن ووفية ومخلصة لأباطرة هان وأسرة هان أيضا لكنها منحت الثقة لشقيقها الفاسد ليانغ جي الذي آستبد بالسلطة مما ساهم في قيام عدة ثورات ضد حكم هان

## الميلاد وصعود العرش
ولد الأمير ليو بينغ سنة 143م من والدته المحظية يو وكان الابن الوحيد له وعندما مرض الإمبراطور شون سنة 144م توفي بعد أربعة شهور وتولى إبنه البالغ سنة واحدة فقط.

## أحداث العهد
بما أن الإمبراطور كان طفلا وأمه لم تكن إمبراطورة بل محظية إنتقلت الوصاية لزوجة أبيه الإمبراطورة ليانغ نا وشقيقها الفاسد ليانغ جي والذي سيطر بطريقة ما على جميع المسؤولين في بلاط هان وإتسعت خلال عهد الإمبراطور تشونغ الثورات الزراعية التي لم يستطع والده الإمبراطور شون قمعها حتى إن قبر الإمبراطور شون تم حفره.

## الوفاة
توفي الإمبراطور تشونغ سنة 145م رغم أنه لم يدم حكمه إلا ستة شهور وعند وفاته أصدرت الإمبراطورة ليانغ نا أمر بإخفاء نبأ وفاة الإمبراطور حتى تتمكن من إيجاد وريث له وبالرغم من هذا وبنصيحة من الوزير لي جو أعلنت وفاة الإمبراطور وأصدرت أمرا باجتماع الوزراء وأحضرت ابن عم الإمبراطور ليو سوان والأمير الطفل ليو زوان وحظي ليو سوان بدعم الحكومة وكان يبدو أنه رجل رسمي بالرغم أن التاريخ لم يذكر عمره لكن ليانغ جي أصر على تنصيب الطفل زوان ليبقى في السلطة لفترة أطول فتم تنصيبه إمبراطورا عرف بالإمبراطور تشي